# Карский, Евфимий Фёдорович
Евфи́мий (Ефим) Фёдорович Ка́рский (бел. Яўхім Фёдаравіч Ка́рскі; 20 декабря 1860 (1 января 1861) — 29 апреля 1931) — русский филолог-славист, палеограф и этнограф. Ректор Императорского Варшавского университета (1905—1910), директор Музея антропологии и этнографии. Один из классиков белорусоведения. Придерживался западнорусизма и рассматривал белорусов как одну из ветвей русского народа.

## Биография
Евфимий Карский родился 20 декабря 1860 (1 января 1861) года в Лаше Гродненской губернии. Отцом его был дьячок местной церкви Фёдор Новицкий, а матерью — Магдалена Карская, девушка из причетнической семьи Карских. Под её фамилией и был записан ребёнок, так как он родился без официально зарегистрированного брака (Фёдор Новицкий на тот момент ещё не достиг 18 лет — минимального брачного возраста в большинстве губерний Российский империи). Начальное образование Ефим Карский получил в приходском училище села Ятра, в церкви которого на тот момент служил его отец.
В августе 1871 года, по инициативе отца, Евфимий (под отцовской фамилией, Новицкий) поступил в Минское духовное училище и затем в Минскую духовную семинарию. По окончании семинарии он поступил (уже под фамилией Карский, записанной в метриках) в Нежинский историко-филологический институт, где изучал славяно-русскую филологию под руководством профессора Романа Фёдоровича Брандта.
Окончив институт в 1885 году, Карский начал преподавать во 2-й Виленской гимназии. В это время он начал собирать этнографический материал и печататься в научных журналах. В 1877 году Евфимий Карский женился на дочери священника Софье Николаевне Сцепуржинской. В гимназии он проработал до 1893 года, когда его зачислили преподавателем русского языка в Императорский Варшавский университет, а через год назначили экстраординарным профессором на кафедру русского и церковнославянского языков.
В 1902 году Карский стал деканом историко-филологического факультета. В 1903 году Карский предпринял этнографическую экспедицию по Беларуси, в ходе которой было собрано немало материала для исследований, и по итогам которой был издан первый том главного труда учёного — полномасштабной научной работы «Белорусы», заслужившей впоследствии название «энциклопедии белорусоведения».
Въ настоящее время простой народъ въ Бѣлоруссіи не знаетъ этого названія. На вопросъ: кто ты? простолюдинъ отвѣчаетъ — русскій, а если онъ католикъ, то называетъ себя либо католикомъ, либо полякомъ; иногда свою родину назоветъ Литвой, а то и просто скажетъ, что онъ «тутэйшій» (tutejszy) — здѣшній, конечно противополагая себя лицу, говорящему по-великорусски, какъ пришлому въ западномъ краѣ. Е. Ѳ. Карскій. — Бѣлоруссы. Т. I, гл.  V., с. 116.
В 1905 году Карский стал ректором Императорского Варшавского университета. Должность ректора Карский занимал до 1910 года. Также с 1905 по 1917 год он был главным редактором журнала «Русский филологический вестник». В 1916 году его избрали действительным членом Академии наук. В 1917 году Карский стал профессором Петроградского университета. С 1920 года он редактировал «Известия Отделения русского языка и словесности Российской Академии наук». В 1922 году стал действительным членом Института белорусской культуры, а в 1929 году — членом Чешской Академии наук.
При советской власти Карский не единожды терпел невзгоды из-за своих убеждений. Так, уже в 1919 году он снят с должности профессора в Минском педагогическом институте как человек с неблагополучной «политической физиономией», в этом же году он подвергся аресту. Карский скептически относился к «насильственной белорусизации» в учреждениях . Всё это привело к ухудшению положения Евфимия Фёдоровича в советской науке. По возвращении Карского из научной командировки 1926 года, совершённой им в славянские земли, в прессе была развязана кампания по его шельмованию. Появились статьи, в которых Карский назывался «черносотенцем», «шовинистом», «осколком царского режима», в вину ему ставилось то, что он в своём отчёте о командировке назвал Львов «старым русским городом», отмечал лучшую благоустроенность Западной Белоруссии (находившейся под властью Польши) по сравнению с советской Белоруссией, то, что за границей он якобы входил в контакт с белогвардейцами и т. п. В 1927 году на закрытом заседании ЦК КП(б)Б было вынесено решение поставить вопрос об исключении Карского из Академии наук. Карский пытался оппонировать критикам, но его опровержения не печатали. Он подвергался давлению со стороны партийного научного сообщества, а в 1929 году был снят с должности директора Музея антропологии и этнографии .
Восстановиться на прежних позициях Карскому так и не удалось — 29 апреля 1931 года он скончался. Похоронен на Смоленском православном кладбище в Ленинграде.

## Признание
- В 1901 году стал лауреатом Ломоносовской премии и был избран членом-корреспондентом Императорской академии наук.
- Академик Петербургской (1916) и Чешской (1926) академий наук.
- Почётный член Витебской губернской учёной архивной комиссии.
- Имя Карского носят улицы в Минске, Гродно.
- Имя академика Е. Ф. Карского присвоено гимназии № 1 в городе Гродно[14].
- Имя Е. Карского носит Гродненская областная научная библиотека (Гродно, ул. Карбышева, 17)[15].

## Современные оценки
Евфимий Карский считается основоположником белорусского научного языкознания и литературоведения, выдающимся исследователем языка, литературы и культуры белорусов, памятников письменности, древнерусской и белорусской палеографии. Самым значительным итогом научной деятельности Карского стало его трёхтомное издание в семи выпусках «Белорусы».
Евфимий Карский по своим убеждениям являлся либеральным западнорусистом и рассматривал белорусский язык как одно из русских наречий. С приходом советской власти за свои взгляды он начал подвергаться критике, в среде советского научного сообщества его позицию называли шовинистической. В послевоенное советское время сложился образ академика как сторонника идеи белорусской языковой и этнической самостоятельности[уточнить]. После распада СССР фигура Карского иногда стала представлять собой идеологический конструкт белорусской национальной мифологии, наполненный не свойственными реальному прототипу убеждениями, а порой даже противоречащими им — вплоть до приверженности белорусскому национализму.

## Библиотека Карского
Библиотека Карского, подаренная им в 1922 году Белорусскому университету, насчитывает ныне 2,5 тысячи книг и включает работы по этнографии и славяноведению русских, белорусских, польских, сербских, чешских, французских, словацких учёных. Первую мировую войну библиотека пережила в оккупированной немцами Варшаве и только в 1919 году её удалось перевезти в Минск. В то время в ней было более 4 тысяч экземпляров. Во время Второй мировой войны часть библиотеки подверглась уничтожению, часть вывезена в Германию. В 1945 году она была возвращена в Минск. В настоящее время ведётся изучение библиотеки, выявлено около 400 книг с авторскими дарственными надписями, создан каталог библиотеки.

## Основные работы

### Филологические исследования
- «Обзор звуков и форм белорусской речи». — Москва, 1885. — Известия Историко-филологического Института в Нежине, том X.
- О так называемых барбаризмах в русском языке : Речь, сказ. на годич. акте в Вилен. 2 гимназии 21 авг. 1886 г. Е. Ф. Карским. Вильна : тип. А. Г. Минскера, 1886.
- «Грамматика древнего церковнославянского языка сравнительно с русским» (курс средних учебных заведений). — Вильна, 1888—1900, Варшава, 1901—1916, Сергиев Посад, 1917.
- «К истории звуков и форм белорусской речи». — Варшава, 1893. — Магистерская диссертация.
- «К вопросу о разработке старого западнорусского наречия». — Вильна, 1893.
- «Что такое древнее западнорусское наречие?» — Труды Девятого археологического съезда в Вильне, 1893.
- «О языке так называемых литовских летописей». — Варшава, 1894.
- «Особенности письма и языка Мстиславова Евангелия». — Русск. Филолог. Вестн., 1895.
- Западнорусское сказание о Сивилле пророчице по рукописи XVI века : Текст сказания, его состав и язык. Варшава : тип. Варш. губ., 1898
- О влиянии поэтической деятельности А. С. Пушкина на развитие русского литературного языка : Речь, сказ. на торжеств. акте Имп. Варш. ун-та 26 мая 1899 г. проф. Е. Ф. Карским. Варшава : тип. Варш. учеб. окр., 1899
- Особенности письма и языка рукописного сборника XV века, именуемого Летописью Авраамки. Варшава : тип. Варш. учеб. окр., 1899
- Разбор труда Н. М. Тупикова: «Словарь древне-русских личных собственных имен». Санкт-Петербург : тип. АН, 1900
- «Образцы славянского кирилловского письма с Х по XVIII век». — Варшава, 1901.
- «Очерк славянской кирилловской палеографии». — Варшава, 1901.
- Листки Ундольского, отрывок Кирилловского евангелия XI века : Фототип. воспроизведение текста и исслед. письма и яз., сост. Е. Ф. Карским. Санкт-Петербург : Отд. рус. яз. и словесности Имп. Акад. наук, 1904
- Карский Е. Ф. Славянская кирилловская палеография. — Л.: Изд-во АН СССР, 1928. — [2], XI, 494 с.: ил.

Факсимильное переиздание: Карский Е. Ф. Славянская кирилловская палеография. — М.: Наука, 1979.
- Карский Е. Ф. Из синтаксических наблюдений над языком Лаврентьевского списка летописи // Известия АН СССР по русскому языку и словесности, 1929, т. 2, кн. 1, с. 1—75.
- «Труды по белорусскому и другим славянским языкам», М., 1962.

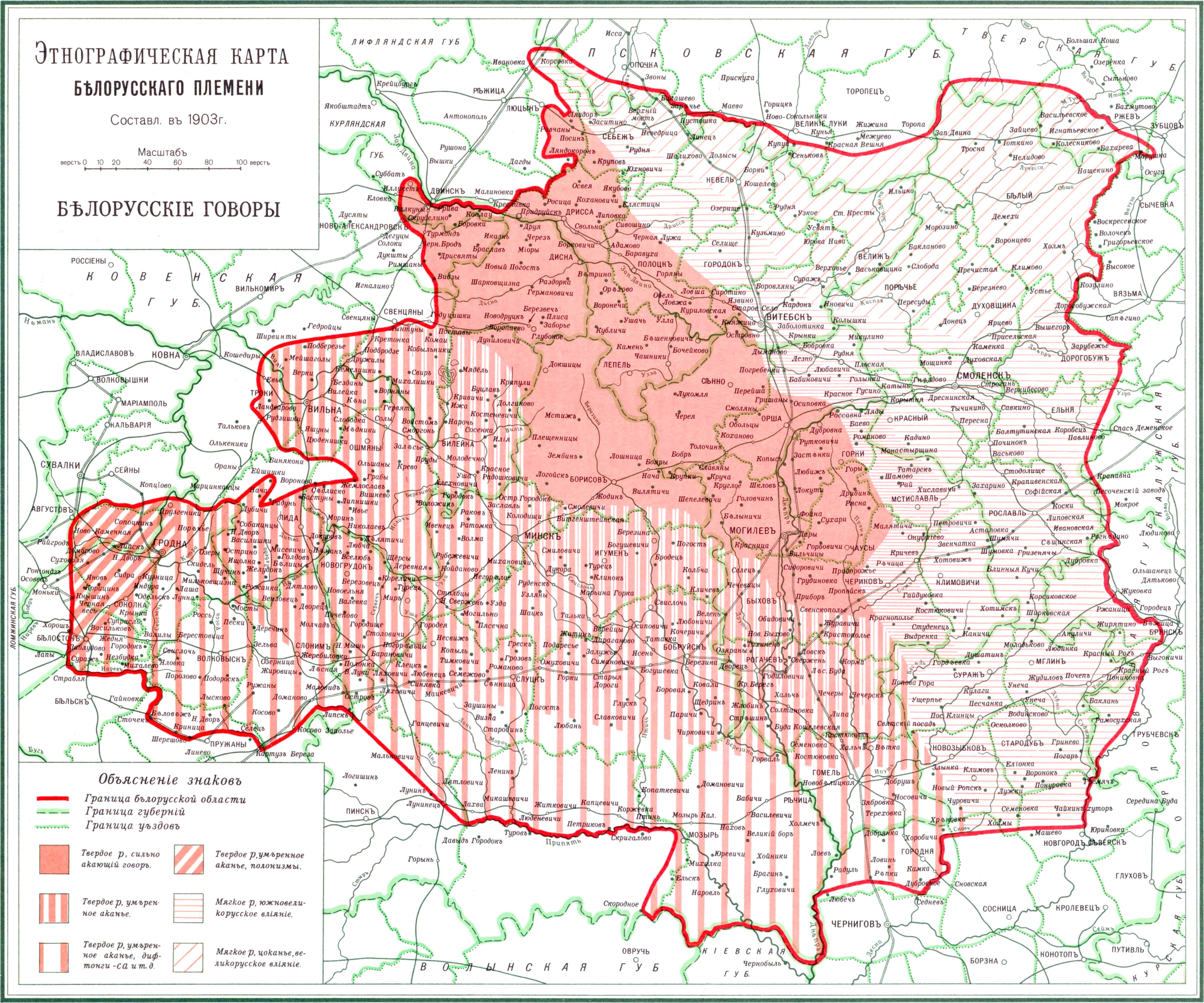
Этнографическая карта белорусов (профессор Е. Ф. Карский, 1903 г.)

### Издание Лаврентьевской летописи
В 1926—1928 гг. под редакцией Е. Ф. Карского была издана Лаврентьевская летопись (ПСРЛ, том 1). Издание появилось в трёх выпусках:
- Вып. 1: Повесть временных лет. — Л.: 1926.
- Вып. 2: Суздальская летопись по Лаврентьевскому списку. — Л.: 1927.
- Вып. 3: Приложения: Продолжение Суздальской летописи по Академическому списку. Указатели. — Л.: 1928.

Данное издание репринтно воспроизводилось, с объединением всех трёх выпусков под одной обложкой, в 1962 и 1997 гг.

### Белорусы
- «Белорусы. Т. I. Введение в изучение языка и народной словесности». — Варшава, 1903.

Труд переиздавался: «Белоруссы. Т. I. Введение в изучение языка и народной словесности». — Вильна, 1904.
- «Белорусы. Т. II. Язык белорусского племени». В. 1. — [S.l.], 1908.
- «Белорусы. Т. II. Язык белорусского племени. 2. Исторический очерк словообразования и словоизменения в белорусском наречии». — [S.l.], 1911.
- «Белорусы. Т. II. Язык белорусского племени. 3. Очерки синтаксиса белорусского наречия. Дополнения и поправки». — [S.l.], 1912.
- «Белорусы. Т. III. Очерки словесности белорусского племени. 1. Народная поэзия». — Москва, 1916.
- «Белорусы. Т. III. Очерки словесности белорусского племени. 2. Старая западнорусская литература». — Петроград, 1921.
- «Белорусы. Т. III. Очерки словесности белорусского племени. 3. Художественная литература на народном наречии». — [S.l.], 1922.

Полностью переиздано: «Белорусы». Т. 1 — 3. — Москва, 1955—1956.